# NGC 17
NGC 17 (ook wel NGC 34, PGC 781, MCG -2-1-32, MK 938, VV 850 of IRAS00085-1223) is een spiraalvormig sterrenstelsel in het sterrenbeeld Walvis. NGC 17 ligt op ongeveer 242 miljoen lichtjaar afstand van de Aarde.
NGC 17 werd in 1886 ontdekt door de Amerikaanse astronoom Frank Muller. Lewis A. Swift ontdekte dit sterrenstelsel op 21 november 1886 en wist niet dat deze reeds ontdekt was. Het sterrenstelsel draagt nu twee nummers: NGC 17 en NGC 34.